# Linea 11 (metropolitana di Parigi)
La linea 11 è una delle 16 linee della metropolitana di Parigi che servono l'omonima città, capitale della Francia. Collega Rosny-Bois-Perrier a Rosny-sous-Bois, a nord-est della capitale, a Châtelet nel centro di Parigi.

## Descrizione
È la tredicesima (delle 14 principali) linea per passeggeri per anno (meno di 47 milioni).
Contrariamente alla maggior parte delle linee metropolitane, la linea 11 non è stata inclusa nello schema originale del tardo XIX secolo. È stata costruita nel 1930 per sostituire l'ex funicolare di Belleville e per garantire un più efficace sistema di trasporto al centro di Parigi, a Châtelet.

## Cronologia
- 29 dicembre 1922: il Consiglio di Parigi ha votato per la creazione di una nuova linea metropolitana, che avrebbe dovuto sostituire la funicolare Belleville e che sarebbe stata estesa a Châtelet.
- 28 aprile 1935: la linea 11 è stata inaugurata da Châtelet a Porte des Lilas.
- 17 febbraio 1937: la linea è stata estesa da Porte des Lilas a Mairie des Lilas.
- 8 novembre 1956: il sistema è stato convertito in convogli con pneumatici.
- 13 giugno 2024: la linea è estesa da Mairie des Lilas a Rosny-Bois-Perrier.

## Futuro
- Al fine di garantire un migliore servizio pendolare per la periferia nord-est, si prevede entro il 2023 un'estensione di 5 stazioni da Mairie des Lilas a Rosny-sous-Bois.
- Lo schema è stato proposto dalle autorità locali ed è stato adottato nel 2007 durante la revisione del piano trasporti dell'Île-de-France.
- Essa fornirà nuovi collegamenti con la RER E e l'estensione del T1, che sarà poi più facilmente collegato al centro.
- La linea 11 è inserita nel progetto Grand Paris Express e il suo prolungamento è funzionale alla versione 2013 (la definitiva) di tale progetto

Elenco delle nuove stazioni e delle loro corrispondenze (con data dell'apertura prevista)
| Città             | Stazione                                          | Data prevista |
| ----------------- | ------------------------------------------------- | ------------- |
| Les Lilas         | Quartier des Sentes                               | 2023          |
| Romainville       | Place Carnot (trasferimento con il T1)            | 2023          |
| Montreuil - Noisy | Hôpital intercommunal                             | 2023          |
| Montreuil         | Boissière                                         | 2023          |
| Rosny-sous-Bois   | Rosny - Bois-Perrier (trasferimento con la RER E) | 2023          |

## Turismo
La linea passa vicino a diversi luoghi d'interesse:
- l'Hôtel de Ville
- il centro Georges Pompidou
- il Conservatorio nazionale delle arti e dei mestieri
- il quartiere Belleville, la Chinatown di Parigi